# Torre del Greco
Torre del Greco – miejscowość i gmina we Włoszech, w regionie Kampania, w prowincji Neapol.
Według danych na dzień 31 sierpnia 2015 gminę zamieszkiwało 86 407 osób, 2 820,99 os./km².
W miejscowości znajduje się stacja kolejowa Torre del Greco.

## Zabytki
Architektura sakralna:
- bazylika Świętego Krzyża,
- kościół Najświętszego Sakramentu i św. Michała Archanioła,
- kościół Zwiastowania Najświętszej Marii Panny,
- kościół św. Antoniego Padewskiego.
- kościół Matki Bożej Konstantynopolitańskiej,
- Kościół Santa Maria del Principio.

Inne:
- Palazzo Baronale,
- pozostałości starożytnej zabudowy Villa Sora.